# ألكسندر كالينس
ألكسندر كالينس (بالإسبانية: Alexander Callens)‏ أو ألكسندر كايينس (4 مايو 1992 بكاياو في بيرو - ) هو لاعب كرة قدم بيروفي وإسباني في مركز الدفاع. شارك مع منتخب البيرو تحت 20 سنة لكرة القدم ومنتخب بيرو لكرة القدم. أما مع النوادي، فقد لعب مع ريال سوسيداد ب وريال سوسيداد ونومانسيا وسبورت بويز.

## روابط خارجية
- الكسندر كالينس على موقع الاتحاد الدولي (مؤرشف)  (الإنجليزية)
- الكسندر كالينس على موقع الدوري الأمريكي (الإنجليزية)
- الكسندر كالينس على موقع قاعدة بيانات كرة القدم.إي يو (الإنجليزية)
- الكسندر كالينس على موقع ناشيونال فوتبول تيمز (الإنجليزية)
- الكسندر كالينس على موقع Soccerway.com (الإنجليزية)
- الكسندر كالينس على موقع AS.com (الإسبانية)